# Zhao Zhi-wei
Zhao Zhi-wei (en chino, 趙志偉; pinyin, Zhào Zhì Wěi) (Lanzhou, Gansu, 8 de agosto de 1994), también conocido bajo su nombre artístico de Zhiwei, es un cantante, actor y bailarín chino. Entre 2016 y 2017, fue miembro del grupo masculino taiwanés SpeXial.

## Biografía

### Primeros años
Zhao Zhi-wei nació el 8 de agosto de 1994 en la ciudad de Lanzhou, provincia de Gansu. Asistió y se graduó de la Academia de Teatro de Shanghái y bailó danza durante diez años. A lo largo de los años, participó en numerosas competiciones de danza tanto nacionales como internacionales, y también ha actuado como coreógrafo y bailarín. Antes de graduarse, la academia quería que Zhao se desempeñara como profesor, pero le fue diagnosticada una grave lesión en la rodilla que le obligó a dejar de bailar. Fue entonces cuando decidió convertirse en actor. En 2016, protagonizó su primera serie de televisión KO One Re-member e ingresó oficialmente en la industria del entretenimiento.

### Carrera
El 14 de julio de 2016, la agencia Comic International Productions anunció la incorporación de Zhao junto a Dylan Xiong al grupo de mandopop taiwanés, SpeXial. Ambos jóvenes fueron los primeros miembros chinos en unirse al grupo, debutando el 19 de julio durante la conferencia de prensa del cuarto álbum de SpeXial, Boyz On Fire, el cual fue lanzado el 12 de agosto. Ese mismo año, el grupo también se dio a conocer en el mercado chino participando en diversas series y películas web. En agosto, Zhao obtuvo un papel principal en la serie web Men with Sword, en la que actuó junto a sus compañeros de banda Ian, Evan, Dylan, Wayne, Simon y Win.
El 20 de marzo de 2017, Zhiwei anunció que dejaría SpeXial por razones no especificadas. Su partida tuvo lugar tres días después, el 23 de marzo, menos de un año después de su incorporación al grupo. Zhiwei fue el segundo miembro en abandonar SpeXial después de su compañero de banda Simon, quien se retiró del grupo el 2 de febrero de 2017.

## Filmografía

### Televisión
| Año  | Título                  | Papel         | Notas      |
| ---- | ----------------------- | ------------- | ---------- |
| 2016 | KO One Re-member        | Zhi           | Principal  |
| 2017 | Fighter of The Destiny  | Huo Guang     | Secundario |
| 2017 | K.O.3an Guo             | Sun Ce        | Invitado   |
| 2018 | Youth                   | Gao Lin       | Secundario |
| 2019 | Walk Into Your Memory   | Zhao Hao-qian | Principal  |
| 2020 | What If You're My Boss? | Yan Jing-zhi  | Principal  |

### Series web
| Año  | Título            | Papel          | Notas      |
| ---- | ----------------- | -------------- | ---------- |
| 2016 | Men with Sword    | Gong Sun Qian  | Principal  |
| 2017 | Take Your Mark    | Zhang Ruo-chen | Principal  |
| 2019 | Le Coup de Foudre | Zhao Guan-chao | Secundario |

### Películas
| Año  | Título              | Papel         | Notas     |
| ---- | ------------------- | ------------- | --------- |
| 2018 | iPartment the Movie | Zhang Qi-ling | Principal |